# نیکولاوو (استان گابرووو)
نیکولاوو (به بلغاری: Nikolaevo) یک منطقهٔ مسکونی در بلغارستان است که در استان گابرووو واقع شده‌است.